# Cantó d'Annemasse-Nord
El cantó d'Annemasse-Nord és una antiga divisió administrativa francesa situat al departament de l'Alta Savoia a la regió de Roine-Alps. Va desaparèixer el 2015.

## Municipis
- Ambilly
- Annemasse
- Cranves-Sales
- Juvigny
- Lucinges
- Machilly
- Saint-Cergues
- Ville-la-Grand

## Història
| Data d'elecció                           | Identitat           | Partit              | Qualitat |
| ---------------------------------------- | ------------------- | ------------------- | -------- |
| 1951-1958                                | Claudius Montessuit | RGR                 |          |
| 1958-1966                                | Joseph Philippe     | MRP                 |          |
| 1966-1973                                | Charles Xambeu      | CD                  |          |
| 1973-1985                                | Jean Beauquis       | CD, després UDF-CDS |          |
| 1985-2015                                | Raymond Bardet      | Divers droite       |          |
| les dades anteriors no són pas conegudes |                     |                     |          |
|                                          |                     |                     |          |